# Franz Bernhard von Keeß
Franz Bernhard Keeß, seit dem 1. Dezember 1764 Ritter Franz Bernhard von Keeß (* 11. November 1720; † 30. Dezember 1795 in Brunn am Gebirge) war ein österreichischer Jurist und Dirigent.

## Leben

### Familie
Franz Bernhard von Keeß war der Sohn des Juristen Johann Georg Keeß (* 29. März 1673 in Tettnang in Schwaben; † 9. Januar 1754 in Wien) und dessen Ehefrau Anna Clara (geb. Orelli) († 4. März 1742); er hatte noch sechs Schwestern. Sein Vater wurde 1753 in den Adelsstand erhoben.
Seine Schwester Anna Katharina Keeß (1712–1801) war die Mutter von Mathias Wilhelm von Haan.
In erster Ehe war er seit dem 29. September 1745 mit Regina (geb. von Wallner) (* 29. August 1729 in Krems; † 30. Januar 1776), die Tochter eines Arztes aus Krems, und seit dem 16. September 1777 in zweiter Ehe, die kinderlos blieb, mit Karoline (geb. von Mercier), Hofkammerdienerin bei Maria Theresia, verheiratet. Aus der ersten Ehe hatte er sieben Kinder, zu diesen gehörte unter anderem Franz Georg von Keeß.
Er erwarb 1770 die Herrschaft Brunn, Thurnhof genannt und veräußerte diese 1787 weiter.
1778 erhielt er durch Graf Johann Julius von Hardegg die Güter Ranzenbach, Königsbach, Plambach, bei Mank, Haintzbach in der Pfarre Franckenfels, in Hirschberg in der Pfarre Kilb und in der Pfarre Grünau als Lehen.
Er pflegte eine private und musikalische Freundschaft mit dem Juristen Christoph Sonnleithner sowie mit Joseph Haydn.
Seine Beisetzung erfolgte in der Pfarrkirche Brunn am Gebirge.

### Werdegang
Franz Bernhard von Keeß studierte Rechtswissenschaften und promovierte am 27. März 1743 an der Universität Innsbruck zum Dr. jur.
Nach Beendigung des Studiums trat er in den Staatsdienst, wurde 1764 Regierungsrat und später erster Landrat und Kanzleidirektor sowie am 22. April 1782 zum Appellationsrat und am 18. Mai 1792 zum Vizepräsidenten der niederösterreichischen Landrechte und am 18. September 1795 beim niederösterreichischen Appellationsgericht ernannt. Im Oktober 1795 wurde er zum Geheimrat ernannt.
Er war an der Ausarbeitung der neuen Gerichtsordnung (siehe Allgemeine Gerichtsordnung (Österreich)) beteiligt, die am 1. Mai 1782 erlassen wurde und zu der er 1788 einen Gesetzeskommentar ausarbeitete.
Franz Bernhard von Keeß (andere Quelle: Franz Georg von Keeß) war auch der Verfasser des Bürgerlichen Gesetzbuchs (siehe Josephinisches Gesetzbuch) sowie des Allgemeines Gesetzes über Verbrechen und deren Bestrafung (siehe Josephinisches Strafgesetz).

### Musikalisches Wirken
Im Haus von Franz Bernhard von Keeß, in dem er regelmäßig Konzerte gab und auch selbst dirigierte, waren Joseph Haydn, Carl Ditters von Dittersdorf, Johann Georg Albrechtsberger und Franz Anton Hoffmeister anzutreffen und dort trat unter anderem Wolfgang Amadeus Mozart als Pianist und Komponist auf.
Franz Bernhard von Keeß übernahm 1791, als Nachfolger von Philipp Jakob Martin, die Leitung der Augartenkonzerte, die zwölfmal im Sommer stattfanden. Er besaß eine bedeutende Musiksammlung und ließ von 1790 bis 1792 einen Katalog der Werke Haydns zusammenstellen („Katalog Keeß“).
Von Joseph Haydn erhielt er zwei seiner Londoner Sinfonien, unmittelbar, nachdem diese komponiert worden waren.

## Orden und Ehrenauszeichnungen
Franz Bernhard von Keeß und seine Erben wurde 1764 in den Ritterstand erhoben.
Kaiser Franz II. verlieh ihm am 21. April 1793 den K.u. Sankt-Stephans-Orden.